# Lungo telegramma
Il lungo telegramma è un documento di analisi del discorso del Bol'šoj di Iosif Stalin redatto da George Frost Kennan. Il lungo telegramma ebbe un ruolo rilevante nel percorso politico che portò all'attuazione della Dottrina Truman e del conseguente Piano Marshall.

## Storia
George F. Kennan, incaricato d'affari degli Stati Uniti nell'ambasciata di Mosca, a seguito del discorso del Bol'šoj tenuto da Stalin il 9 febbraio 1946, inviò in patria un telegramma di oltre 5.000 parole in cui si descriveva la situazione dell'Unione Sovietica in quel momento e le sue relazioni internazionali.
Kennan spiegò che l'URSS voleva espandersi in tutte le direzioni fino ad arrivare al Mediterraneo e che questa sua politica sarebbe stata una diretta minaccia agli USA e a tutte le società democratiche. Il telegramma fu immediatamente recepito dal governo USA, che lo usò come base di partenza per la politica degli anni successivi, abbandonando l'isolazionismo e rimanendo in Europa come baluardo contro l'URSS.

## La pubblicazione
I contenuti del telegramma furono riversati, l'anno dopo, in un articolo firmato "X" e intitolato The Sources of Soviet Conduct, sulla rivista Foreign Affairs nel luglio 1947. La teoria in essa espressa, quella del cosiddetto containment, fu oggetto di critica da parte di Walter Lippmann, ma ispirò la politica estera statunitense per diversi decenni.